# Cosimo Pinto
Cosimo Pinto (* 14. března 1943 Novara) je bývalý italský boxer, olympijský vítěz z roku 1964.
Boxoval v týmu ozbrojených sil CS Esercito, získal zlatou medaili v polotěžké váze na Středomořských hrách 1963 a ve střední váze na Světových armádních hrách 1964. Vyhrál soutěž polotěžkých vah na olympijských hrách 1964 v Tokiu, kde finále zdolal nejtěsnějším rozdílem na body sovětského reprezentanta Alexeje Kiseljova. V letech 1965 a 1967 se stal mistrem Itálie v polotěžké váze, v této kategorii získal také bronzovou medaili na mistrovství Evropy v boxu v roce 1967.
Vedle boxu se věnoval také karate, v němž získal černý pás. Odmítl nabídky na profesionální kariéru a po odchodu z armády se stal bankovním úředníkem. V roce 2015 obdržel cenu Collare d'oro al merito sportivo.